# Motta San Giovanni
Motta San Giovanni község (comune) Calabria régiójában, Reggio Calabria megyében.

## Fekvése
A megye délnyugati részén fekszik. Határai: Montebello Ionico és Reggio Calabria.

## Története
A vidéket már az ókorban lakták. Itt állt Publius Valerius római consul villája. Korabeli épületeinek nagy része az 1783-as calabriai földrengésben elpusztult. A 19. században nyerte el önállóságát, amikor a Nápolyi Királyságban felszámolták a feudalizmust.

## Népessége
A népesség számának alakulása:

## Főbb látnivalói
- Santa Maria del Leandro-templom
- Santa Maria delle Grazie-templom
- Santa Caterina-templom
- San Rocco-templom
- San Giovanni Evangelista-templom
- Madonna del Carmine-templom